# Gert Tellkampf
Gert Tellkampf (* 6. August 1908 in München; † 11. Februar 1986 in Heidelberg) war  ein deutscher Schauspieler bei Bühne und Fernsehen und ein Theaterregisseur.

## Leben und Wirken
Tellkampf erhielt seine künstlerische Ausbildung an der Otto-Falckenberg-Schule im heimatlichen München. Seinen Einstand auf der Bühne gab er Mitte der 1930er Jahre am Westfälischen Landestheater in Paderborn. Anschließend sah man Tellkampf bis 1945 in Gera, Bonn, Hamburg und Osnabrück. Während des Zweiten Weltkriegs gehörte er mehrere Spielzeiten dem deutschsprachigen Theater von Olmütz an, wo er auch Regie führen durfte. Nach dem Krieg spielte Gert Tellkampf u. a. in Düsseldorf, Baden-Baden, erneut Bonn, Saarbrücken, Oberhausen und ab 1961 schließlich in Heidelberg, wo er an den Städtischen Bühnen wirkte und sich schließlich auch zur Ruhe setzten sollte.
Schon früh kam Tellkampf mit dem Fernsehen in Verbindung und spielte seit 1954 mittelgroße Rollen in Produktionen, die anfänglich zumeist auf literarischen Vorlagen basierten. Bereits 1970 endete seine Tätigkeit vor der Kamera, und Tellkampf konzentrierte sich wieder ganz auf die Bühnenarbeit. Der Schauspieler hat gelegentlich auch als Synchronsprecher gearbeitet und Hörspiele aufgenommen. Tellkampf hatte zwei Söhne.

## Filmografie
- 1954: Unsere kleine Stadt
- 1955: Die Puppen von Ponshansk
- 1956: Das salomonische Frühstück
- 1957: Schinderhannes
- 1957: Viktoria
- 1958: Jim und Jill
- 1965: Die Komödie vom Reineke Fuchs
- 1966: Die Bettleroper
- 1967: Der falsche Prinz
- 1969: Saids Schicksale
- 1970: Recht oder Unrecht: Der Fall Marrotti
- 1970: Der Mann, der den Eiffelturm verkaufte